# 集積化ゲート転流型サイリスタ

IGCTサイリスタの回路記号

集積化ゲート転流型サイリスタ(しゅうせきかゲートてんりゅうがたサイリスタ、英語: integrated gate-commutated turn-off thyristor)とは、高周波特性を改善した電力用半導体素子である。

## 概要
Integrated Gate Commutated Turn-off thyristorの頭文字からIGCTサイリスタとも呼ばれる。三菱電機が1995年に世界に先駆けて開発したもので、GTOサイリスタのゲートを中心に改良したものである。スナバ回路が不要となって低損失化を実現したほか、インダクタンスの低減によりスイッチング周波数が10倍となった。サイリスタとゲートドライブとのインダクタンスは1/100ほどまで低減されている。またターンオン時の電流上昇率に対する耐量が向上し、アノードリアクトルも不要となる。近年はPIN接合やSiC（Silicon Carbide: 炭化ケイ素）を用い、110kVA級の容量を持つインバータ装置が関西電力と英Cree社の共同開発によって実現されている。逆導通形 (Reverce conducting GCT: RGCT) や電圧形インバータとして逆導電形もラインナップされている。

## 構造

IGCTサイリスタの構造

GTOサイリスタではケースから引き出されたゲート電極を介してゲートドライブに接続されていたのに対し、GCTサイリスタは積層構造を基本とし、ゲート電極がリング状の金属板として基盤に積み重ねられている。基盤には数千個にも及ぶサイリスタが同心円状に並列接続されている点と、ゲート電極がカソード電極を囲んでいるのはGTOサイリスタと同じである。上述の韓国高速鉄道が採用したIGCTはIntegrated GCTのことで、GCTとそれを駆動するゲートドライブを積み重ねて一体化したものである。
ターンオフはサイリスタに流れてくる電流すべてをゲート回路に向けて流すことで行う。ゲート電極をリング状とすることで点ではなく線で接触するため、半導体の広い範囲に電圧をかけることが可能となり高効率となった。なお、金属板のゲート電極と線状のゲート電極は互いに動くことができるよう弾性材によって押し付けられている。
逆方向阻止電圧耐性を持たないのも特徴で、逆阻止能力を持たせた逆阻止形GCTサイリスタ (SGCT: Symmetrical GCT) もラインナップされている。